# Sabrina Knaflitz
Sabrina Knaflitz (Roma, 25 novembre 1968) è un'attrice italiana.

## Biografia
Nata a Roma da padre piemontese di origini austriache e da madre romana, ha recitato in diversi film e serie TV a partire dalla fine degli anni ottanta: l'esordio fu nel 1988 con I picari di Mario Monicelli, cui seguì nel 1990 Il ritorno del grande amico di Giorgio Molteni. 
Attiva anche in teatro, ha debuttato giovanissima sulle scene con Memé Perlini, ne La lupa di Giovanni Verga, proseguendo il suo percorso con Vittorio Gassman in Camper, spettacolo che debuttò al Festival di Spoleto nel 1994. Subito dopo viene scelta da Luciano Manuzzi per il film I pavoni, presentato alla 51ª Mostra internazionale d'arte cinematografica di Venezia nella sezione "Eventi speciali", dove interpreta la fidanzata alto borghese del protagonista.
In Germania per la ZDF gira una serie televisiva intitolata Liceo Europa, per la regia di Hans Lichti. Tornata in Italia, la vediamo ne I laureati di Leonardo Pieraccioni, accanto a Gianmarco Tognazzi. Tra le produzioni cinematografiche: I fobici (1998), regia di Giancarlo Scarchilli, con Marco Giallini e Daniele Liotti, Tuttapposto (2001) di Franco Bertini e Tutto in quella notte (2004) di Franco Bertini. 
Si dedica poi solo al teatro. Tra i suoi lavori: Coriolano, con la regia di Roberto Cavosi, I monologhi della vagina di Eve Ensler, Riccardo III di William Shakespeare, La pazza della porta accanto di Claudio Fava e Un'ora a teatro, con Erri De Luca nel 2021. Ha fatto da madrina all'edizione 2011 dei premi culturali Alabarda d'oro a Roma.

## Vita privata
È sposata dal 7 giugno 1998 con l'attore Alessandro Gassmann, con il quale il 22 novembre dello stesso anno ha avuto il loro unico figlio, Leo, cantautore e attore.

## Filmografia

### Cinema
- I picari, regia di Mario Monicelli (1988)
- Il ritorno del grande amico, regia di Giorgio Molteni (1989)
- Un amore sconosciuto, regia di Gianni Amico (1991)
- I pavoni, regia di Luciano Manuzzi (1994)
- I laureati, regia di Leonardo Pieraccioni (1995)
- Il decisionista, regia di Mauro Cappelloni (1997)
- Stressati, regia di Mauro Cappelloni (1997)
- I fobici, regia di Giancarlo Scarchilli (1998)
- Tuttapposto, regia di Franco Bertini (2001)
- Tutto in quella notte, regia di Franco Bertini (2004)
- Destini, regia di Luciano Luminelli (2019)

### Televisione
- Non siamo soli, regia di Paolo Poeti – miniserie TV (1992)
- Lycée alpin – miniserie TV (1992)
- Il mastino – serie TV, episodio Voci (1998)
- Sei forte, maestro – serie TV (2000)
- Il mastino – serie TV (2001)
- Don Matteo – serie TV, episodio 5x05 (2006)
- La sacra famiglia, regia di Raffaele Mertes – miniserie TV (2006)
- Donne sbagliate, regia di Monica Vullo – miniserie TV (2007)
- Distretto di Polizia 7 – serie TV (2007)
- Una madre, regia di Massimo Spano – miniserie TV (2008)

## Teatro
- La lupa di Giovanni Verga, regia Memè Perlini (1993)
- L'ultimo rock di Renato Giordano, regia  Renato Giordano (1993)
- Rimozioni forzate di Valter Lupo, regia Valter Lupo (1993)
- Camper di Vittorio Gassmann, regia di Vittorio Gassmann (1994)
- La partitella di Giuseppe Manfridi, regia di Piero Maccarinelli (1995)
- Sopra e sotto il ponte di Alberto Bassetti, regia di Maurizio Panici (1996)
- Vaiolo di Edoardo Erba, regia di Maurizio Panici (1997)
- Il giardino degli aranci di Neil Simon, regia Carlo Alighiero (2001)
- I monologhi della vagina di Eve Ensler, regia di Emanuela Giordano (2002)
- Coriolano di William Shakespeare, regia di Roberto Cavosi (2004)
- Le bambine cattive diventano cieche di Vera Gemma, regia di Vera Gemma (2005)
- Quartieri di Emanuela Giordano, regia di Emanuela Giordano (2007)
- Destinatario sconosciuto di Kressman Taylor, regia di Gianluca Ramazzotti (2008)
- Love and Crash di William Shakespeare, regia di David Gallarello (2008)
- Le invisibili di Lidia Ravera, regia Emanuela Giordano (2009)
- Riccardo III di William Shakespeare, regia Alessandro Gassmann (2015)
- La pazza della porta accanto di Claudio Fava, regia Alessandro Gassmann (2016)
- Mio marito è un assassino di Sandro Gindro, regia di Pino Strabioli (2018)
- Carta straccia di Mario Gelardi, regia di Mario Gelardi (2018)
- Le pazze (Letture dal libro di Wislawa Szymborska), regia di Pino Strabioli (2019)
- La vacanza di Giovanni Anversa, regia di Pino Strabioli (2019)
- Un'ora a teatro di Erri De Luca, regia di Erri De Luca (2021)

## Prosa televisiva
- La lupa di Giovanni Verga, regia di Memè Perlini, trasmessa il 23 agosto 1993.
- Camper di Vittorio Gassman, regia di Vittorio Gassman, trasmessa il 2 dicembre 1995.
- Essere Riccardo di Giancarlo Scarchilli, trasmessa nel 2014.

## Discografia parziale

### Album
- 1994 – Camper (Teatro Musica, CD) con Vittorio Gassman, Alessandro Gassmann e Jacopo Gassman